# Zakopane
Zakopane è una città della Polonia meridionale di circa 28 000 abitanti (2011), situata nel voivodato della Piccola Polonia dal 1999. La città, chiamata la Capitale invernale polacca, sorge nella parte settentrionale dei Monti Tatra, l'unica catena montuosa (ad eccetto dei monti Karkonosze) che presenta caratteri alpini nell'Europa centrale.
Zakopane è il più importante centro polacco di alpinismo e sport invernali ed è visitata da circa due milioni di turisti all'anno. Le più importanti stazioni sciistiche sono Kasprowy Wierch e Nosal.

## Geografia fisica
La città sorge in una grande valle tra i Monti Tatra e la Collina Gubałówka. 
Zakopane è la città più alta di tutta la Polonia; nel comune c'è una variazione di 750-1000 metri di altitudine. Il centro della città sta all'incrocio delle vie Krupówki e Kosciuszki.

### Clima
| Zakopane (1991-2020) Fonte: meteomodel.pl | Mesi         | Mesi         | Mesi         | Mesi         | Mesi        | Mesi        | Mesi        | Mesi        | Mesi        | Mesi         | Mesi         | Mesi         | Stagioni | Stagioni | Stagioni | Stagioni | Anno    |
| Zakopane (1991-2020) Fonte: meteomodel.pl | Gen          | Feb          | Mar          | Apr          | Mag         | Giu         | Lug         | Ago         | Set         | Ott          | Nov          | Dic          | Inv      | Pri      | Est      | Aut      | Anno    |
| ----------------------------------------- | ------------ | ------------ | ------------ | ------------ | ----------- | ----------- | ----------- | ----------- | ----------- | ------------ | ------------ | ------------ | -------- | -------- | -------- | -------- | ------- |
| T. max. media (°C)                        | 1,1          | 2,0          | 5,4          | 11,3         | 16,0        | 19,5        | 21,2        | 21,3        | 16,3        | 11,8         | 6,6          | 1,8          | 1,6      | 10,9     | 20,7     | 11,6     | 11,2    |
| T. media (°C)                             | −3,3         | −2,4         | 0,6          | 6,0          | 10,7        | 14,2        | 15,8        | 15,6        | 10,9        | 6,5          | 2,1          | −2,3         | −2,7     | 5,8      | 15,2     | 6,5      | 6,2     |
| T. min. media (°C)                        | −7,0         | −6,3         | −3,5         | 1,2          | 5,7         | 9,3         | 10,8        | 10,5        | 6,5         | 2,3          | −1,5         | −5,8         | −6,4     | 1,1      | 10,2     | 2,4      | 1,9     |
| T. max. assoluta (°C)                     | 14,9 (1991)  | 17,6 (2021)  | 20,3 (1968)  | 25,5 (2012)  | 27,3 (2005) | 31,4 (2010) | 32,5 (2007) | 32,8 (2013) | 30,7 (2015) | 26,3 (2000)  | 20,6 (2008)  | 18,4 (1961)  | 18,4     | 27,3     | 32,8     | 30,7     | 32,8    |
| T. min. assoluta (°C)                     | −29,8 (1956) | −34,1 (1956) | −23,8 (1963) | −12,0 (1952) | −6,1 (1954) | −1,6 (1977) | 0,9 (1962)  | 0,2 (1964)  | −4,9 (1977) | −10,7 (1997) | −19,6 (1975) | −25,5 (1962) | −34,1    | −23,8    | −1,6     | −19,6    | −34,1   |
| Giorni di calura (Tmax ≥ 30 °C)           | 0,0          | 0,0          | 0,0          | 0,0          | 0,0         | 0,1         | 0,3         | 0,5         | 0,0         | 0,0          | 0,0          | 0,0          | 0,0      | 0,0      | 0,9      | 0,0      | 0,9     |
| Giorni di gelo (Tmin ≤ 0 °C)              | 28,6         | 25,4         | 24,1         | 10,9         | 1,5         | 0,0         | 0,0         | 0,0         | 0,6         | 9,0          | 18,9         | 26,9         | 80,9     | 36,5     | 0,0      | 28,5     | 145,9   |
| Giorni di ghiaccio (Tmax ≤ 0 °C)          | 13,6         | 10,4         | 5,2          | 0,8          | 0,0         | 0,0         | 0,0         | 0,0         | 0,0         | 0,2          | 3,4          | 10,8         | 34,8     | 6,0      | 0,0      | 3,6      | 44,4    |
| Nuvolosità (okta al giorno)               | 5,5          | 5,7          | 5,6          | 5,3          | 5,5         | 5,5         | 5,2         | 4,8         | 5,2         | 5,3          | 5,6          | 5,6          | 5,6      | 5,5      | 5,2      | 5,4      | 5,4     |
| Precipitazioni (mm)                       | 46,6         | 51,3         | 61,4         | 81,2         | 141,5       | 149,4       | 191,6       | 125,3       | 111,0       | 80,8         | 59,6         | 45,1         | 143,0    | 284,1    | 466,3    | 251,4    | 1 144,8 |
| Giorni di pioggia                         | 9,6          | 10,5         | 11,0         | 11,3         | 14,7        | 13,9        | 15,1        | 10,9        | 10,9        | 10,4         | 9,6          | 9,8          | 29,9     | 37,0     | 39,9     | 30,9     | 137,7   |
| Nevicate (cm)                             | 610,0        | 739,4        | 510,3        | 99,9         | 1,0         | 0,0         | 0,0         | 0,0         | 0,0         | 25,8         | 143,9        | 376,0        | 1 725,4  | 611,2    | 0,0      | 169,7    | 2 506,3 |
| Giorni di neve                            | 26,7         | 25,3         | 20,7         | 6,5          | 0,2         | 0,0         | 0,0         | 0,0         | 0,0         | 2,8          | 10,9         | 23,5         | 75,5     | 27,4     | 0,0      | 13,7     | 116,6   |
| Umidità relativa media (%)                | 81,1         | 78,5         | 75,0         | 71,1         | 74,4        | 76,1        | 76,7        | 77,4        | 81,6        | 81,7         | 82,9         | 83,5         | 81,0     | 73,5     | 76,7     | 82,1     | 78,3    |
| Ore di soleggiamento mensili              | 69,1         | 81,2         | 118,2        | 162,5        | 179,6       | 178,3       | 197,1       | 193,4       | 128,4       | 113,8        | 75,6         | 55,6         | 205,9    | 460,3    | 568,8    | 317,8    | 1 552,8 |
| Pressione a 0 metri s.l.m. (hPa)          | 916,6        | 915,6        | 915,3        | 915,3        | 917,3       | 918,3       | 918,6       | 919,6       | 919,4       | 919,0        | 916,8        | 916,8        | 916,3    | 916,0    | 918,8    | 918,4    | 917,4   |
| Tensione di vapore (hPa)                  | 4,1          | 4,2          | 4,9          | 6,6          | 9,5         | 12,3        | 13,8        | 13,6        | 10,7        | 8,0          | 6,3          | 4,6          | 4,3      | 7,0      | 13,2     | 8,3      | 8,2     |
| Vento (direzione-m/s)                     | 1,5          | 1,6          | 1,8          | 1,7          | 1,5         | 1,3         | 1,2         | 1,1         | 1,1         | 1,3          | 1,5          | 1,4          | 1,5      | 1,7      | 1,2      | 1,3      | 1,4     |

## Storia
I più antichi documenti che citano Zakopane sono del XVII secolo e descrivono una vallata chiamata Zakopisko. La sua storia fu poi legata allo sviluppo delle industrie minerarie e della metallurgia nella regione, e poi allo sviluppo del turismo. All'inizio del XX secolo, grazie all'iniziativa dell'architetto Stanisław Witkiewicz, che inventò uno stile rielaborando l'arte tradizionale della regione, poeti, scrittori e artisti iniziarono a radunarsi a Zakopane e nel periodo tra le due guerre mondiali vennero anche costruite una cabinovia e una funivia. La crescita della città è sempre stata costante: da piccola frazione si è trasformata in centro di villeggiatura e di sport invernali.

## Monumenti e luoghi d'interesse
- Ulica Krupówki - strada principale, pedonalizzata lungo la quale si trovano negozi e locali.
- Ulica Kościeliska - la strada più antica della città, lungo la quale vi sono vari cottage in legno costruiti nello stile Zakopane; alcuni di essi sono registrati come monumenti storici.
- Vecchia Chiesa e Vecchio Cimitero - la prima chiesa in legno fu costruita nel 1847; la cappella in pietra accanto, il più antico edificio della città, è dell'inizio del XIX secolo. Sepolti nell'antico cimitero vi sono, tra gli altri, personaggi famosi legati alla storia della città; alcune tombe hanno particolari sculture in legno.
- Chiesa parrocchiale della Sacra Famiglia
- Gubałówka - colle panoramico a nord della città, raggiungibile con una funicolare; sono presenti anche alcuni impianti di risalita
- Kasprowy Wierch - monte a sud della città, dalla cui cima, raggiungibile con due funivie, iniziano varie piste da sci
- Torre della Radio di Zakopane
- Martyrs' Museum, dedicato alle vittime della Gestapo al Palace Hotel

### Musei

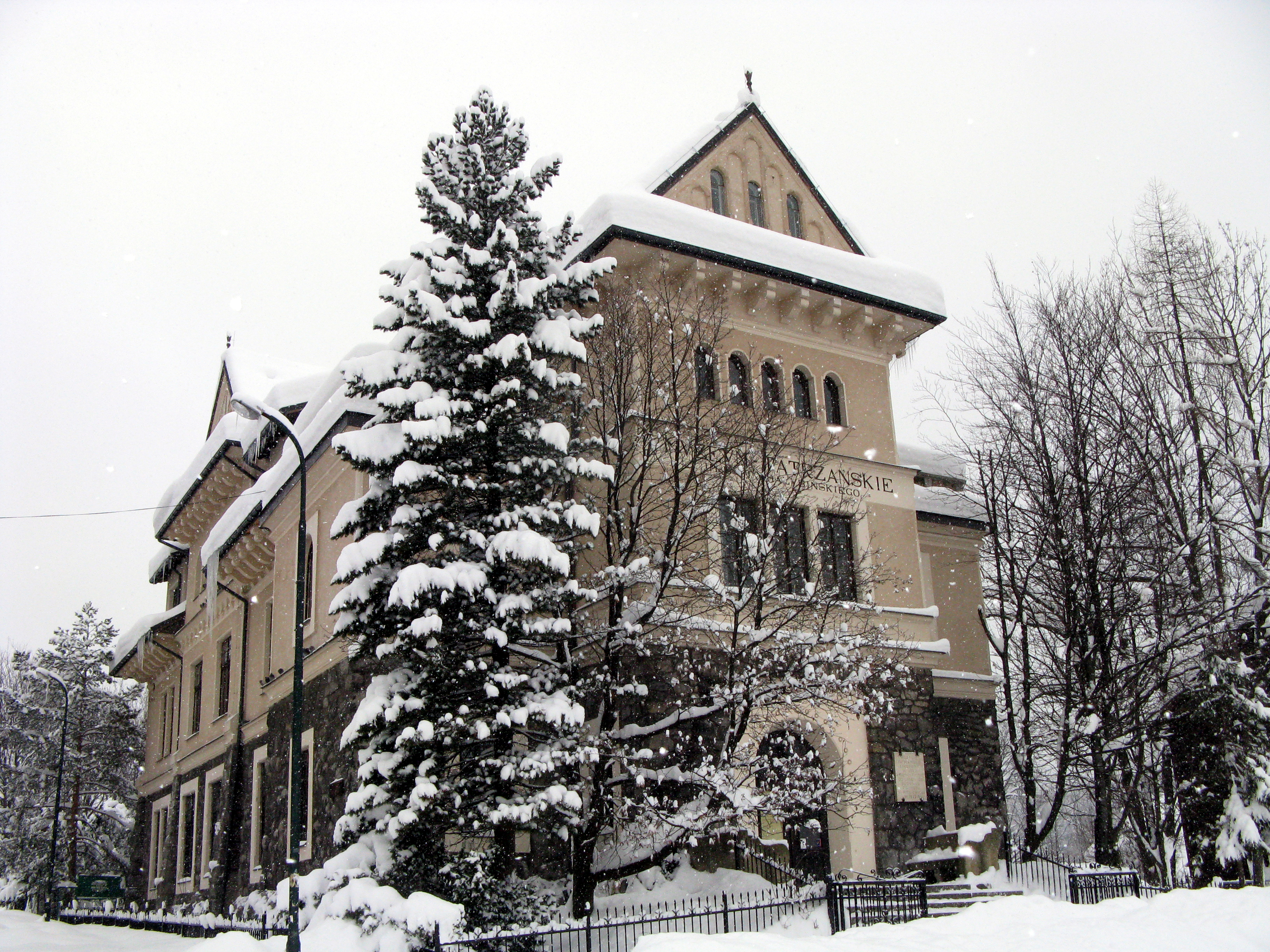
Muzeum Tatrzańskie im. dra Tytusa Chałubińskiego

A Zakopane e nei dintorni sono presenti alcuni musei riguardanti la storia e la cultura della città, le tradizioni popolari del Podhale e l'ambiente dei monti Tatra. L'istituzione museale principale è Muzeum Tatrzańskie che comprende, oltre alla sede principale in Krupówki, altri sette musei e tre gallerie d'arte situati a Zakopane e dintorni.
Muzeum Tatrzańskie im. dra Tytusa Chałubińskiego ("Museo dei Tatra")
Situato lungo la strada principale, Krupówki, l'edificio a due piani in mattoni costruito nello "stile Zakopane" negli anni 1913-1922, ospita mostre permanenti di oggetti di interesse storico, etnografico, geologico e di storia naturale dei Tatra e del Podhale. Vi è anche una biblioteca e un archivio.
Muzeum Stylu Zakopiańskiego im. Stanisława Witkiewicza, willa Koliba ("Museo dello Stile Zakopane di Villa Koliba")
È il primo edificio costruito nello stile Zakopane secondo il progetto di Stanisław Witkiewicz. L'esposizione comprende collezioni etnografiche e mobili e oggetti di artigianato tipico, iniziata da Zygmunt Gnatowski (primo proprietario di Villa Kolyba). Fa parte dell'istituzione Muzeum Tatrzańskie.
Muzeum Stylu Zakopiańskiego - Inspiracje ("Museo dello Stile Zakopane - Ispirazioni")
Distaccamento del museo principale, è un cottage in legno la cui parte più antica fu costruita nel 1830 circa. Dal 2009 espone mobili tradizionali delle zone di montagna e collezioni etnografiche di oggetti della fine del XIX secolo. Fa parte dell'istituzione Muzeum Tatrzańskie.
Muzeum Karola Szymanowskiego w willi Atma ("Museo Karol Szymanowski di villa Atma")
Villa in legno costruita alla fine del XIX secolo, in cui visse e lavorò il compositore negli anni 1930-1935. Il museo custodisce fotografie, documenti e oggetti personali e vi è la ricostruzione dello studio di Szymanowski.
Muzeum Kornela Makuszyńskiego ("Museo Kornel Makuszyński")
Situato nella villa Opolanka, custodisce collezioni di manoscritti, fotografie, libri e opere d'arte appartenute allo scrittore. Fa parte dell'istituzione Muzeum Tatrzańskie.
Muzeum Jana Kasprowicza ("Museo Jan Kasprowicz")
Situato in una villa costruita nel 1920, abitata dal poeta e dalla moglie negli anni 1923-1926. Gli interni ben preservati custodiscono opere d'arte, stoviglie, mobili e una biblioteca di alcune centinaia di volumi. Accanto al museo vi è il mausoleo con le ceneri del poeta e della moglie.
Centrum Edukacij Przyrodniczej ("Centro educativo natura")
La mostra permanente custodisce flora e fauna dei Tatra. Il centro conduce attività educative con mostre temporanee riguardanti i Tatra e la protezione dell'ambiente naturale.

## Sport
Stazione sciistica attrezzata, fra l'altro, con i trampolini Wielka Krokiew e Średnia Krokiew e uno stadio di biathlon, Zakopane ha ospitato numerose competizioni internazionali (tra le maggiori, i Mondiali di sci nordico nel 1929, 1939, 1962; i Mondiali di sci alpino nel 1939; i Mondiali di biathlon nel 1969), oltre a numerose gare di Coppa del mondo di diversi sport invernali (sci alpino, salto con gli sci, combinata nordica). Zakopane ha anche partecipato alla selezione della città organizzatrice dei XX Giochi olimpici invernali del 2006, senza successo.

## Amministrazione

### Gemellaggi
- Saint-Dié-des-Vosges

## Galleria d'immagini

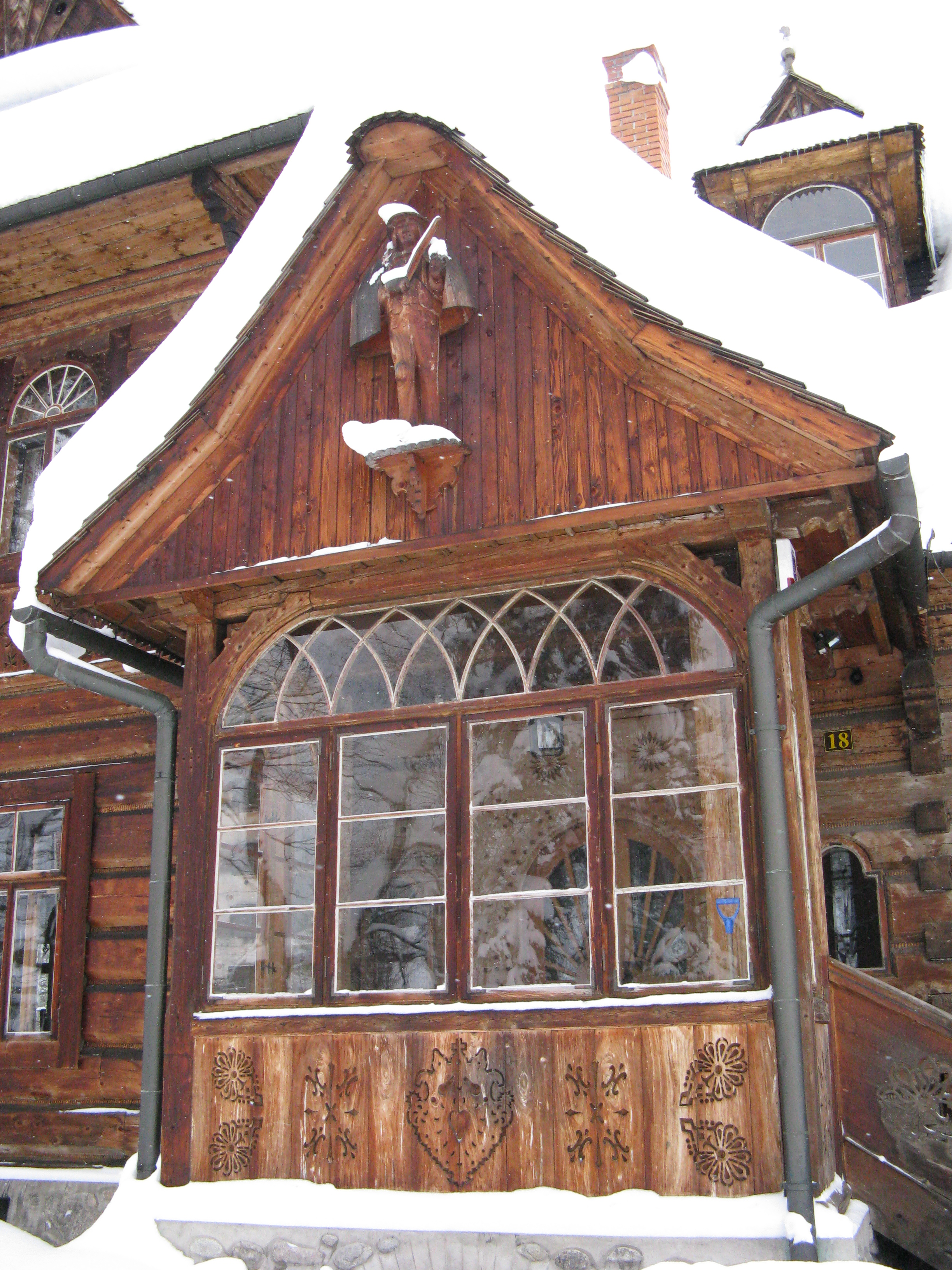
Villa Koliba, nel tipico Stile Zakopane.
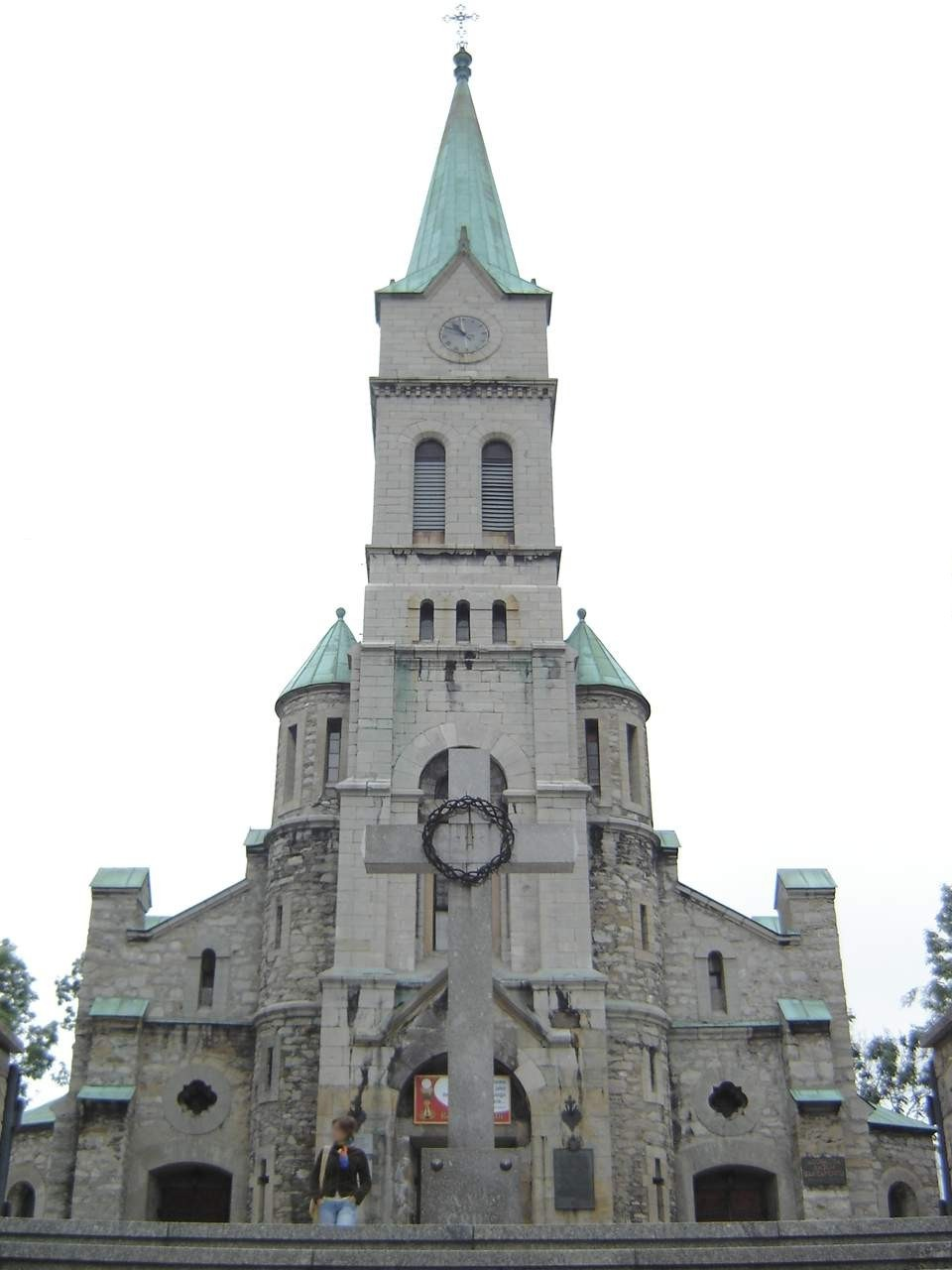
Chiesa parrocchiale della Sacra Famiglia
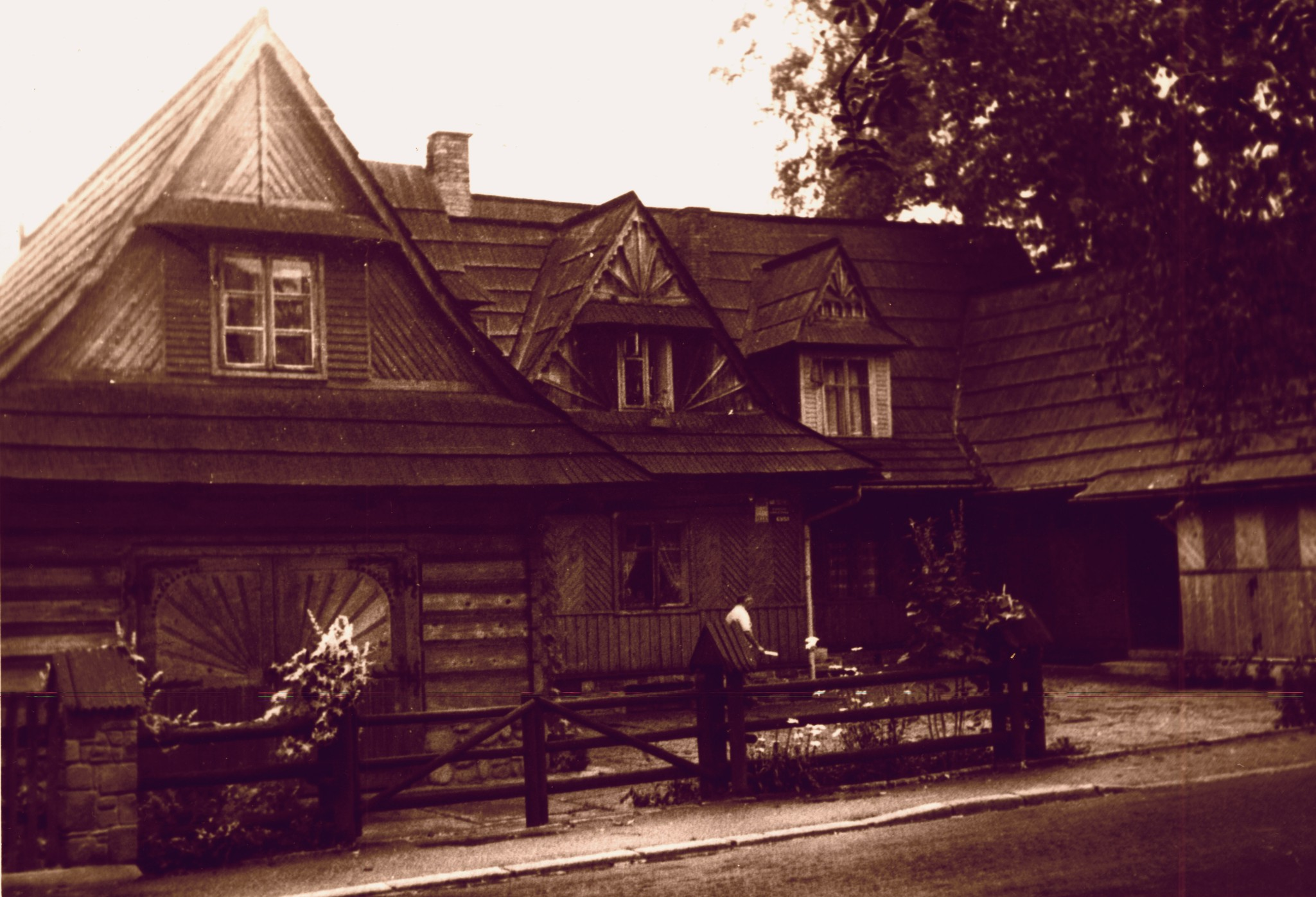
Edificio di legno